# Ad-Damur
Ad-Damur (arab. الدامور; ang., fr. Damour) – nadmorskie miasto w Libanie (dystrykt Kada Asz-Szuf) 24 km na południe od Bejrutu.
W styczniu 1976 roku podczas libańskiej wojny domowej palestyńskie i muzułmańskie milicje dokonały masakry miejscowej ludności chrześcijańskiej; zginęło wówczas kilkuset mieszkańców miasta.